# Jeho fotr, to je lotr!
Jeho fotr, to je lotr! (v anglickém originále Meet the Fockers) je americká filmová komedie z roku 2004. Režisérem filmu je Jay Roach. Hlavní role ve filmu ztvárnili Robert De Niro, Ben Stiller, Dustin Hoffman, Barbra Streisand a Teri Polo. Jedná se o pokračování filmu Fotr je lotr.

## Obsazení
| Robert De Niro            | Jack Tiberius Byrnes          |
| Ben Stiller               | Gaylord Myron „Greg“ Jebal    |
| Dustin Hoffman            | Bernard „Bernie“ Jebal        |
| Barbra Streisand          | Rozalin „Roz“ Jebalová        |
| Blythe Danner             | Dina Byrnesová                |
| Teri Polo                 | Pamela Martha „Pam“ Byrnesová |
| Tim Blake Nelson          | policista Vern LeFlore        |
| Alanna Ubach              | Isabel Villalobosová          |
| Ray Santiago              | Jorge Villalobos              |
| Kali Rocha                | letuška                       |
| Shelley Berman            | soudce Ira Goldfarb           |
| Owen Wilson               | Kevin Rawley                  |
| Spencer a Bradley Pickren | Jack Banks                    |